# مارکیس کیدو
مارکیس کیدو (انگلیسی: Markis Kido؛ زادهٔ ۱۱ اوت ۱۹۸۴) بدمینتون‌باز اهل اندونزی است.